# Chemung (New York)
Chemung est un bourg rural situé à 50 km au sud d'Ithaca et de la région des Finger Lakes, dans l’État de New York, aux États-Unis. En 2010, elle comptait une population de 2 563 habitants, estimée au 1er juillet 2016 à 2 494 habitants.

## Histoire
La région a été ravagée à l'issue de la Bataille de Newtown par l'Expédition Sullivan le 13 août 1779.
Les premières traces d'un village remontent à 1786. La ville de Chemung est immatriculée par l'état et rattachée au Comté de Montgomery en 1788. Elle perd une partie de son territoire lors de la création du Comté de Tioga en 1791, puis à nouveau lors de la fondation de « Newtown » (auj. Elmira) en 1792 et ce morcellement se poursuit avec les fondations des communes d'Erin (1822), Baldwin (1856) et Ashland (1867).
Son école, la maison du Dr. Hovey Everett  et le cimetière de Riverside sont classés monuments historiques,.

## Démographie
Lors du recensement de 2010, la ville comptait une population de 2 563 habitants. Elle est estimée, en 2016, à 2 494 habitants.